# Durbanville

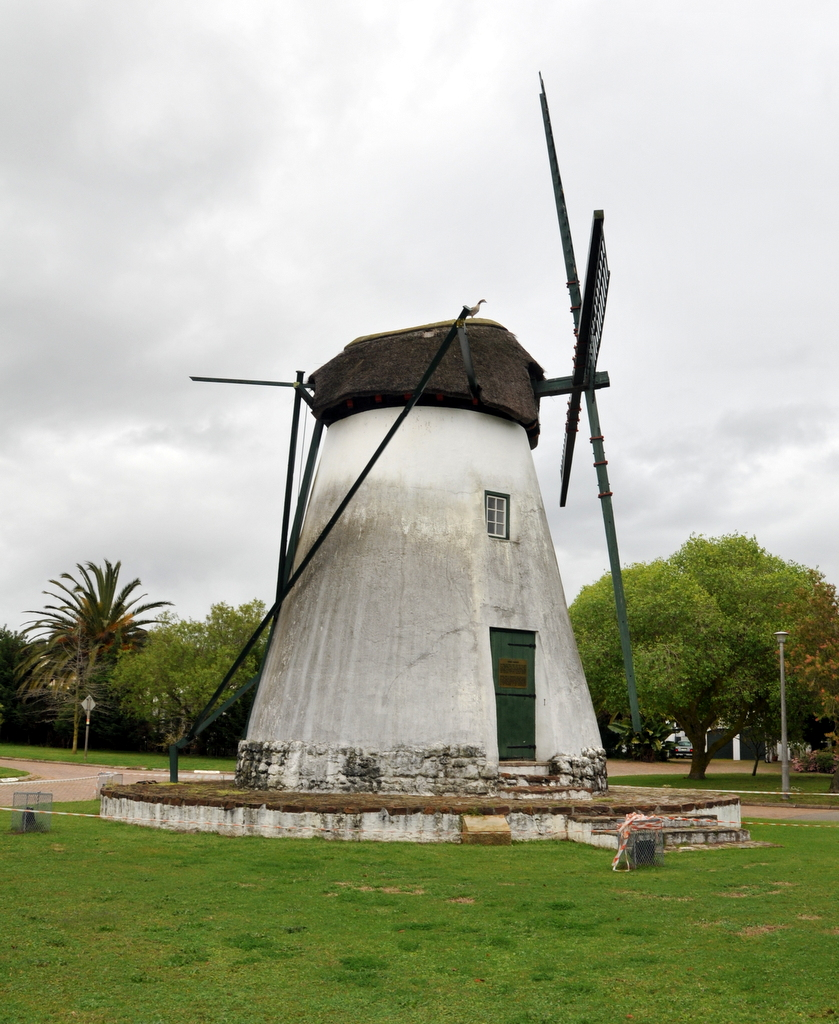
Onze Moleen, historische Windmühle, errichtet um 1801

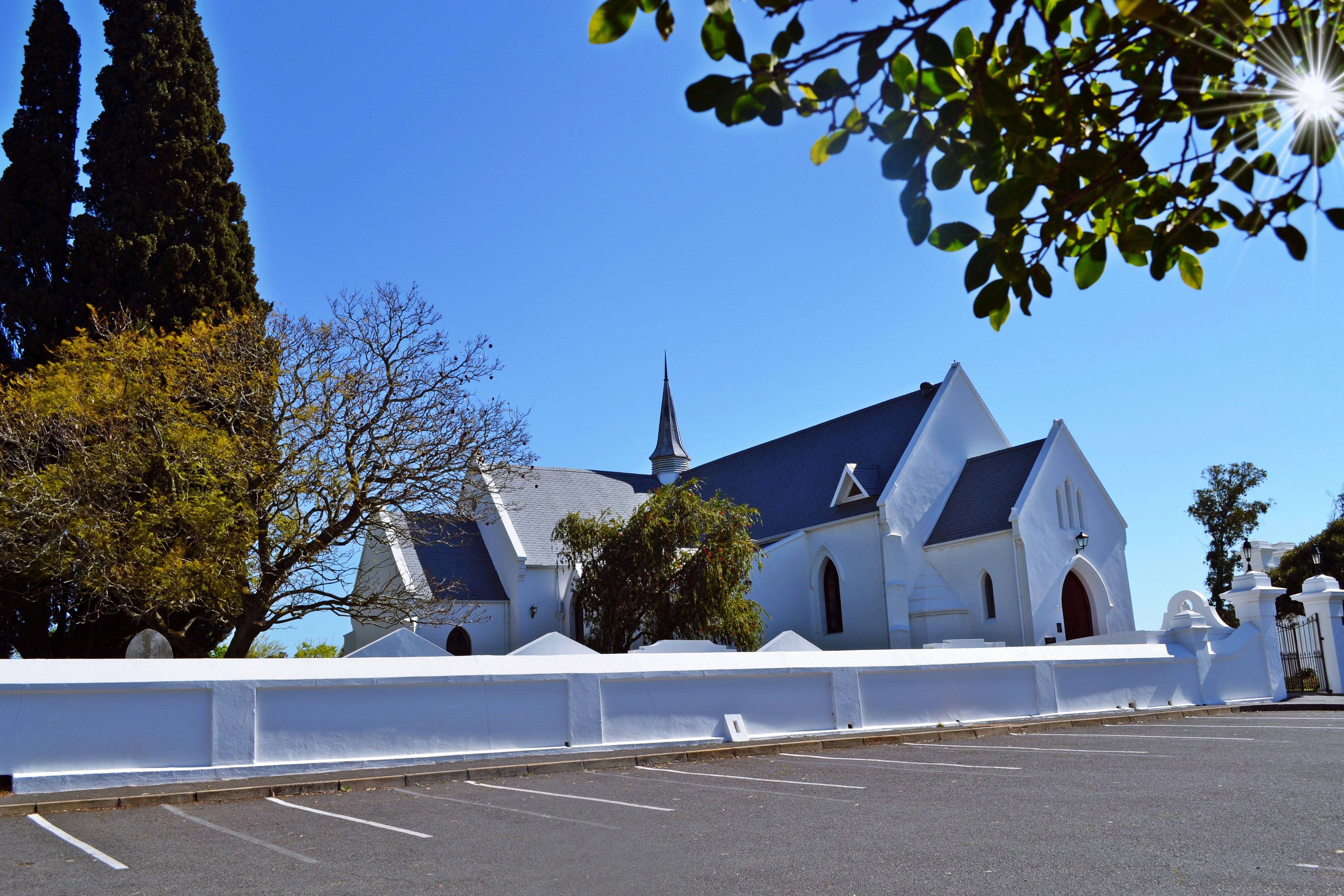
Niederländisch-reformierte Kirche in Durbanville

Durbanville ist ein Stadtteil der Metropolgemeinde City of Cape Town in der südafrikanischen Provinz Western Cape.

## Geografie
Durbanville ist ein ländlicher und dicht bebauter Vorort mit 54.286 Einwohnern (2011) am Nordrand Kapstadts, der von Landwirtschaft, vor allem Weingütern, geprägt ist. Er entstand aus 12 Farmen Altydgedacht, Bloemendal, D’Aria, DeGrendel, Dimersdal, Durbanville Hills, Hillcrest, Klein Roosboom, Meeredndal, N’Tida, Phizante Kraal und Signal Gun.
| Richwood  | Philadelphia                                | Fisantkraal, Klipheuwel Cape Winelands Airport |
| Parow     | Kompassrose, die auf Nachbargemeinden zeigt | Kraaifontein                                   |
| Bellville | Brackenfell                                 | Brackenfell                                    |

## Geschichte
Die Lokalität entstand ursprünglich mit dem Namen Pampoen Kraal und wurde 1836 zu Ehren von Benjamin D’Urban in D'Urban umbenannt. Seit Juni 1882 trägt die Ortschaft ihren heutigen Namen. Im Jahre 1897 bildete sich eine Gemeindeverwaltung und 1904 erhielt die Siedlung offiziellen Gemeindestatus.
Das Durbanville Wine Valley ist eine der ältesten Weinregionen am Kap. Dort liegen die Weingüter Diemersdal, Groot Phesantekraal, Meerendal, Nitida, Hillcrest, Altydgedacht, D’Aria, Bloemendal, Klein Boosboom, De Grendel und Durbanville Hills.
Durbanville war eine selbstständige Gemeinde in der südafrikanischen Provinz Western Cape. Sie gehört nun zur Metropolgemeinde Kapstadt und befindet sich im traditionell bezeichneten Stadtgebiet Tygerberg.

## Diemersdal
Die Farm Diemersdal wurde 1698 von Hendrik Sneewind gegründet und später von Captain Diemer, der die Witwe Sneewind heiratete, übernommen. Das historische Gebäude entstand in kapholländischer Architektur.